# Raul Rusescu
Raul Andrei Rusescu (Râmnicu Vâlcea, 9 luglio 1988) è un ex calciatore rumeno, di ruolo attaccante.

## Caratteristiche tecniche
Gioca prevalentemente come prima punta, possiede buona abilità tecnica sotto porta.

## Carriera

### Club

#### Unirea
Arrivato all'Unirea nella stagione 2005-2006, il 2 agosto del 2008, appena entrato contro l'Arges Pitesti, realizza la sua prima rete con la nuova maglia, segnando il gol del parziale 2-2 (3-2 finale). Contribuisce alla vittoria del titolo nazionale con 5 centri. Il 29 settembre 2009 esordisce in Champions contro lo Stoccarda (1-1) e il 18 febbraio seguente esordisce anche in Europa League, giocando qualche secondo della sfida contro il Liverpool (1-0). In tre stagioni realizza 16 reti in campionato e una sola doppietta, contro il Ceahlăul Piatra Neamț (4-0).

#### Steaua Bucarest
Nel luglio 2011 lo Steaua lo preleva in cambio di € 100.000. Realizza il suo primo gol il 31 luglio seguente, contro il Mioveni (4-0), dopo esser entrato a 13' dalla fine. Durante la stagione sigla una doppietta contro la Dinamo Bucarest (1-3) e termina l'annata con 13 gol in 31 incontri di campionato, contribuendo in modo decisivo alla vittoria del torneo nazionale. In questa stagione gioca l'Europa League, segnando due reti in due settimane contro Schalke 04 (2-1) e AEK Larnaca su rigore (3-1). I rumeni escono dalla competizione ai sedicesimi, contro il Twente (2-0).
Nella stagione seguente Rusescu mette a segno cinque doppiette, contro Ceahlăul Piatra Neamț (3-0), Gloria Bistrita (4-0), Dinamo Bucarest (3-1), Viitorul Costanza (0-4) e Concordia Chiajna (0-6). A fine stagione si laurea capocannoniere del torneo con 21 gol. In Europa League realizza 5 marcature, l'ultima e la più importante è contro il Chelsea (1-0), segnata su rigore nella partita d'andata degli ottavi di finale: il ritorno verrà vinto dagli inglesi per 3-1.

#### Siviglia
Il 1º luglio 2013, la società spagnola del Siviglia, ne acquista le prestazioni in cambio di € 2,5 milioni. L'8 agosto successivo, debutta con i Rojiblancos nella sfida di Europa League contro il Mladost Podgorica (1-6), durante la quale, partito titolare, firma una doppietta. Il 27 ottobre seguente, Rusescu subentra nel finale della partita vinta contro l'Osasuna (2-1), esordendo nella Primera División.
Il 1º gennaio 2014 è ceduto in prestito ai portoghesi dello Sporting Braga: nove giorni dopo, debutta titolare in campionato contro il Vitória Sport Clube (3-0), siglando due reti. Termina la stagione contando 20 presenze e 8 reti in tutte le competizioni.
Il 1º settembre 2014, il Siviglia lo cede nuovamente in prestito, questa volta alla Steaua Bucarest. Ritornato in patria, Rusescu è inserito nella lista dei partecipanti all'Europa League dello Steaua: il 18 settembre seguente firma due gol contro l'Aalborg (6-0), in un incontro valido per la fase a gironi. Il 20 agosto 2015 rescinde il proprio contratto con gli andalusi.
Lamezia Terme
Il 19 Novembre 2021 firma con il club Italiano del Lamezia Terme, militante in Serie D.

#### Nazionale
Debutta con la nazionale rumena l'11 settembre 2012, entrando nel secondo tempo al minuto 54º nella larga vittoria interna per 4-0 contro l'Andorra.

### Presenze e reti nei club
Statistiche aggiornate al 14 dicembre 2016.
| Stagione               | Squadra                        | Campionato             | Campionato | Campionato | Coppe nazionali | Coppe nazionali | Coppe nazionali | Coppe continentali | Coppe continentali | Coppe continentali | Altre coppe | Altre coppe | Altre coppe | Totale | Totale |
| Stagione               | Squadra                        | Comp                   | Pres       | Reti       | Comp            | Pres            | Reti            | Comp               | Pres               | Reti               | Comp        | Pres        | Reti        | Pres   | Reti   |
| ---------------------- | ------------------------------ | ---------------------- | ---------- | ---------- | --------------- | --------------- | --------------- | ------------------ | ------------------ | ------------------ | ----------- | ----------- | ----------- | ------ | ------ |
| 2005-2006              | Unirea Urziceni                | Liga I                 | 9          | 2          | CR              | 0               | 0               | -                  | -                  | -                  | -           | -           | -           | 9      | 2      |
| 2006-2007              | Dunărea Giurgiu                | Liga II                | 31         | 13         | CR              | 1               | 1               | -                  | -                  | -                  | -           | -           | -           | 32     | 14     |
| 2007-2008              | Otopeni                        | Liga II                | 20         | 4          | CR              | 0               | 0               | -                  | -                  | -                  | -           | -           | -           | 20     | 4      |
| 2008-2009              | Unirea Urziceni                | Liga I                 | 23         | 5          | CR              | 0               | 0               | -                  | -                  | -                  | -           | -           | -           | 23     | 5      |
| 2009-2010              | Unirea Urziceni                | Liga I                 | 26         | 8          | CR              | 0               | 0               | UCL+UEL            | 2+1                | 0                  | -           | -           | -           | 29     | 8      |
| 2010-2011              | Unirea Urziceni                | Liga I                 | 29         | 3          | CR              | 1               | 0               | UCL+UEL            | 2+2                | 0                  | -           | -           | -           | 34     | 3      |
| Totale Unirea Urziceni | Totale Unirea Urziceni         | Totale Unirea Urziceni | 87         | 18         |                 | 1               | 0               |                    | 7                  | 0                  |             | -           | -           | 95     | 18     |
| 2011-2012              | Steua Bucarest                 | Liga I                 | 31         | 13         | CR              | 2               | 0               | UEL                | 9                  | 2                  | SR          | 1           | 0           | 43     | 15     |
| 2012-2013              | Steua Bucarest                 | Liga I                 | 34         | 21         | CR              | 0               | 0               | UEL                | 11                 | 5                  | -           | -           | -           | 47     | 26     |
| 2013-gen.2014          | Siviglia                       | PD                     | 1          | 0          | CR              | 2               | 0               | UEL                | 4                  | 3                  | -           | -           | -           | 7      | 3      |
| gen.-giu.2014          | Braga                          | PL                     | 13         | 5          | CP+CdL          | 4+3             | 1+2             | UEL                | -                  | -                  | -           | -           | -           | 20     | 8      |
| 2014-2015              | Steua Bucarest                 | Liga I                 | 21         | 4          | CR+CdL          | 5+3             | 2+2             | UEL                | 4                  | 5                  | -           | -           | -           | 33     | 13     |
| 2015-2016              | Osmanlıspor                    | SL                     | 24         | 9          | CT              | 2               | 1               | -                  | -                  | -                  | -           | -           | -           | 26     | 10     |
| 2016-2017              | Osmanlıspor                    | SL                     | 22         | 1          | CT              | 5               | 2               | UEL                | 12                 | 4                  | -           | -           | -           | 39     | 7      |
| Totale Osmanlıspor     | Totale Osmanlıspor             | Totale Osmanlıspor     | 46         | 10         |                 | 7               | 3               |                    | 12                 | 4                  |             | -           | -           | 65     | 17     |
| 2018-2019              | Steua Bucarest                 | Liga I                 | 19         | 4          | CR              | 2               | 1               | UEL                | 3                  | 0                  | -           | -           | -           | 24     | 5      |
| Totale Steaua Bucarest | Totale Steaua Bucarest         | Totale Steaua Bucarest | 105        | 42         |                 | 12              | 5               |                    | 29                 | 12                 |             | 1           | 0           | 147    | 59     |
| 2019-2020              | Giresunspor                    | 1L                     | 31         | 12         | TK              | 1               | 0               | -                  | -                  | -                  | -           | -           | -           | 32     | 12     |
| 2020-2021              | Fotbal Club Academica Clinceni | Liga I                 | 29         | 6          | CR              | 1               | 0               | -                  | -                  | -                  | -           | -           | -           | 30     | 6      |
| 2021-2022              | Lamezia Terme                  | D                      | 18+1       | 3          | -               | -               | -               | -                  | -                  | -                  | -           | -           | -           | 19     | 3      |
| 2022-2023              | Concordia Chiajna              | Liga II                | 16+2       | 4          | CR              | 2               | 0               | -                  | -                  | -                  | -           | -           | -           | 20     | 4      |
| Totale carriera        | Totale carriera                | Totale carriera        | 400        | 117        |                 | 34              | 12              |                    | 52                 | 19                 |             | 1           | 0           | 487    | 148    |

### Cronologia presenze e reti in nazionale
| Cronologia completa delle presenze e delle reti in nazionale ― Romania | Cronologia completa delle presenze e delle reti in nazionale ― Romania | Cronologia completa delle presenze e delle reti in nazionale ― Romania | Cronologia completa delle presenze e delle reti in nazionale ― Romania | Cronologia completa delle presenze e delle reti in nazionale ― Romania | Cronologia completa delle presenze e delle reti in nazionale ― Romania | Cronologia completa delle presenze e delle reti in nazionale ― Romania | Cronologia completa delle presenze e delle reti in nazionale ― Romania |
| Data                                                                   | Città                                                                  | In casa                                                                | Risultato                                                              | Ospiti                                                                 | Competizione                                                           | Reti                                                                   | Note                                                                   |
| ---------------------------------------------------------------------- | ---------------------------------------------------------------------- | ---------------------------------------------------------------------- | ---------------------------------------------------------------------- | ---------------------------------------------------------------------- | ---------------------------------------------------------------------- | ---------------------------------------------------------------------- | ---------------------------------------------------------------------- |
| 11-9-2012                                                              | Bucarest                                                               | Romania                                                                | 4 – 0                                                                  | Andorra                                                                | Qual. Mondiali 2014                                                    | -                                                                      | 54’                                                                    |
| 22-3-2013                                                              | Budapest                                                               | Ungheria                                                               | 2 – 2                                                                  | Romania                                                                | Qual. Mondiali 2014                                                    | -                                                                      | 71’                                                                    |
| 5-3-2014                                                               | Bucarest                                                               | Romania                                                                | 0 – 0                                                                  | Argentina                                                              | Amichevole                                                             | -                                                                      | 67’                                                                    |
| 31-5-2014                                                              | Yverdon-les-Bains                                                      | Albania                                                                | 0 – 1                                                                  | Romania                                                                | Amichevole                                                             | -                                                                      | 46’                                                                    |
| 4-6-2014                                                               | Ginevra                                                                | Algeria                                                                | 2 – 1                                                                  | Romania                                                                | Amichevole                                                             | -                                                                      | 80’                                                                    |
| 11-10-2014                                                             | Bucarest                                                               | Romania                                                                | 1 – 1                                                                  | Ungheria                                                               | Qual. Euro 2016                                                        | 1                                                                      |                                                                        |
| 14-10-2014                                                             | Helsinki                                                               | Finlandia                                                              | 0 – 2                                                                  | Romania                                                                | Qual. Euro 2016                                                        | -                                                                      | 86’                                                                    |
| 7-2-2015                                                               | Adalia                                                                 | Romania                                                                | 0 – 0                                                                  | Bulgaria                                                               | Amichevole                                                             | -                                                                      | 59’                                                                    |
| 14-2-2015                                                              | Adalia                                                                 | Romania                                                                | 2 – 1                                                                  | Moldavia                                                               | Amichevole                                                             | -                                                                      | 75’                                                                    |
| 29-3-2015                                                              | Ploiești                                                               | Romania                                                                | 1 – 0                                                                  | Fær Øer                                                                | Qual. Euro 2016                                                        | -                                                                      | 60’                                                                    |
| 23-3-2016                                                              | Giurgiu                                                                | Romania                                                                | 1 – 0                                                                  | Lituania                                                               | Amichevole                                                             | -                                                                      | 46’                                                                    |
| 27-3-2016                                                              | Cluj-Napoca                                                            | Romania                                                                | 0 – 0                                                                  | Spagna                                                                 | Amichevole                                                             | -                                                                      | 74’                                                                    |
| Totale                                                                 |                                                                        | Presenze                                                               | 12                                                                     |                                                                        | Reti                                                                   | 1                                                                      |                                                                        |

## Palmarès

### Club
- Campionato rumeno: 3

Unirea Urziceni: 2008-2009
Steaua Bucarest: 2012-2013, 2014-2015
- Coppa di lega rumena: 1

Steaua Bucarest: 2014-2015
- Coppa di Romania: 1

Steaua Bucarest: 2014-2015

### Individuale
- Calciatore rumeno dell'anno: 1

2012
- Capocannoniere del campionato rumeno: 1

2012-2013 (21 gol)